# Ривера, Анхелика
Анхелика Ривера (исп. Angélica Rivera Hurtado, род. 2 августа 1969 г. в Мехико) — мексиканская актриса и певица. Супруга экс-президента Мексики Энрике Пеньи Ньеты (2012-18).
Стала известна благодаря главной роли в сериалах мексиканской телекомпании Televisa: Просто Мария в роли Изабеллы Пенальберт, «Хозяйка», «Очищая любовь», и другие.

## Биография
Анхелика родилась и выросла в многодетной мексиканской семье (у неё один брат и пятеро сестёр). Её актёрская карьера началась в 17 лет, когда она стала победительницей местного конкурса. Затем стала моделью для рекламных роликов (в том числе в Японии). 11 декабря 2004 года вышла замуж за продюсера Хосе Альберто Кастро — брата известной мексиканской актрисы Вероники Кастро. От этого союза имеет 3 дочерей:
1. София (родилась 30 октября 1996),
2. Фернанда (родилась 11 ноября 1999),
3. Рехина (родилась 27 октября 2005)

В 2008 году супруги расстались. В 2010 году Анхелика вышла замуж за Энрике Пенью Ньето, губернатора штата Мехико, ставшего в 2012 году президентом Мексики и покинувшего свой пост в 2018 году.
С 1987 года снимается в телесериалах.

## Фильмография
1. Сладкий вызов / Dulce Desafio (1988) — Джина
2. Просто Мария / Simplemente Maria (1989) — Исабель де Пеньальберт де Лопес (дубляж: Екатерина Васильева)
3. Моя маленькая Соледад / Mi pequeña Soledad (1990) — Мариса
4. Мечтательница / La Picara Soñadora (1991) — Джованна
5. Достать до звезды-2 / Alcanzar una Estrella-2 (1991) — Сильвана
6. Сон любви/ Sueño de Amor (1993) — Исабель
7. Хозяйка / La Dueña(1995) — Рехина Вильяреаль
8. Ураган / Huracán (1997) — Элена
9. Анхела (1998) / Angela — Анхела
10. Без греха (2001) / Sin pecado concebido — Мариана Кампос
11. Ночная Марианна / Mariana de la Noche (2003) — Марсия
12. Очищая любовь / Destilando Amor (2007) — Тереза / Мариана Франко / Гавиота

## Премии

### TVyNovelas
- В 1994 году номинировалась в категории «Лучшая молодая актриса» («Mejor actriz joven») за роль в теленовелле «Sueno de amor».
- В 1996 году получила премию в категории «Лучшая молодая актриса» («Mejor actriz joven») за главную роль в теленовелле «La duena».
- В 1999 году номинировалась в категории «Лучшая исполнительница главной роли» («Mejor actriz protagonista») за главную роль в теленовелле «Angela».
- В 2002 году номинировалась в категории «Лучшая исполнительница главной роли» («Mejor actriz protagonista») за главную роль в теленовелле «Sin pecado concebido».
- В 2004 году получила премию в категории «Лучшая исполнительница отрицательной роли» («Mejor villana») за роль в сериале «Mariana de la noche»
- В 2008 году получила премию в категории «Лучшая исполнительница главной роли» («Mejor actriz protagonista») за роль в теленовелле «Destilando Amor».[1]